# Episodi di Marcus Welby (seconda stagione)
La seconda stagione della serie televisiva Marcus Welby è stata trasmessa in anteprima negli Stati Uniti d'America dalla ABC tra il 22 settembre 1970 e il 30 marzo 1971.
| nº | Titolo originale                   | Titolo italiano | Prima TV USA      | Prima TV Italia |
| -- | ---------------------------------- | --------------- | ----------------- | --------------- |
| 1  | A Very Special Sailfish            |                 | 22 settembre 1970 |                 |
| 2  | The Worth of a Man                 |                 | 29 settembre 1970 |                 |
| 3  | Warn the World About Mike          |                 | 6 ottobre 1970    |                 |
| 4  | Epidemic                           |                 | 13 ottobre 1970   |                 |
| 5  | To Get Through the Night           |                 | 20 ottobre 1970   |                 |
| 6  | Daisy in the Shadows               |                 | 27 ottobre 1970   |                 |
| 7  | Labyrinth                          |                 | 10 novembre 1970  |                 |
| 8  | The Girl from Rainbow Beach        |                 | 17 novembre 1970  |                 |
| 9  | Aura to a New Tomorrow             |                 | 24 novembre 1970  |                 |
| 10 | Sounding Brass                     |                 | 1º dicembre 1970  |                 |
| 11 | To Carry the Sun in a Golden Cup   |                 | 8 dicembre 1970   |                 |
| 12 | All the Golden Dandelions Are Gone |                 | 15 dicembre 1970  |                 |
| 13 | Brave on a Mountain Top            |                 | 22 dicembre 1970  |                 |
| 14 | Another Buckle for Wesley Hill     |                 | 5 gennaio 1971    |                 |
| 15 | False Spring                       |                 | 19 gennaio 1971   |                 |
| 16 | A Passing of Torches               |                 | 26 gennaio 1971   |                 |
| 17 | A Woman's Place                    |                 | 2 febbraio 1971   |                 |
| 18 | A Spanish Saying I Made Up         |                 | 16 febbraio 1971  |                 |
| 19 | Cynthia                            |                 | 23 febbraio 1971  |                 |
| 20 | Don't Kid a Kidder                 |                 | 2 marzo 1971      |                 |
| 21 | Elegy for a Mad Dog                |                 | 9 marzo 1971      |                 |
| 22 | The Contract                       |                 | 16 marzo 1971     |                 |
| 23 | The Windfall                       |                 | 23 marzo 1971     |                 |
| 24 | The House of Alquist               |                 | 30 marzo 1971     |                 |